# Форд Мондео
„Форд Мондео“ (Ford Mondeo) е модел големи автомобили (сегмент D) на американската компания „Форд“, произвеждан от 1993 година.
„Мондео“ наследява произвеждания от 1982 година „Форд Сиера“. Моделът е част от концепцията на изпълнителния директор на „Форд“ Аликзандър Тротман за създаване на модели с универсално приложение, които да се продават на пазарите в целия свят.

## Форд Мондео І (1993 – 2000)
Първата серия MkІ е произвеждана от 1993 до 1996 година. Предлагана е с мотори:
- 1,8 l Турбодизел с 66 kW (90 PS)
- 1,6 l 16V Zetec Бензин с 65 или 66 kW (88 или 90 PS)
- 1,8 l 16V Zetec Бензин с 82 или85 kW (112 или115 PS)
- 2 l 16V Zetec Бензин със 100 kW (136 PS, 132 PS с предаване на всички колела)
- 2 l 16V DOHC Бензин със 100 kw (136 PS)
- 2,5 l V6 24V Бензин със 125 kW (170 PS).

MkІІ се произвежда от 1997 до 2001 година. Това е фейслифт на първа серия.

## Форд Мондео ІІ (2000 – 2007)
|                           | 2 l Duratorq-Di  | 2 l Duratorq-Di  | 2 l Duratorq-TDCi | 2 l Duratorq-TDCi     | 2,2 l Duratorq-TDCi |
| ------------------------- | ---------------- | ---------------- | ----------------- | --------------------- | ------------------- |
| Обем                      | 1.998            | 1.998            | 1.998             | 1.998                 | 2.198               |
| Мощност KW (PS)           | 66 (90) при 4000 | 85(115) при 4000 | 85 (115) при 4000 | 96 (130) при 3500     | 114 (155) при 3500  |
| Цилиндри/клапани/двигател | 4/16/Редови      | 4/16/Редови      | 4/16/Редови       | 4/16/Редови           | 4/16/Редови         |
| ДВГ предаванае            | Двойна верига    | Двойна верига    | Двойна верига     | Двойна верига         | Двойна верига       |
| Въртящ момент             | 254 при 1.900    | 285 при 1.900    | 280 при 1.900     | 330 при 1.900         | 360 при 1.900       |
| Скоростна кутия           | 5-Скорости       | 5-Скорости       | 5-Скорости        | 5-Скорости/6-Скорости | 6-Скорости          |

|                           | 1,8 l Duratec     | 1,8 l Duratec     | 1,8 l Duratec-SCi | 2 l Duratec            |
| ------------------------- | ----------------- | ----------------- | ----------------- | ---------------------- |
| Обем                      | 1.798             | 1.798             | 1.798             | 1.999                  |
| Мощност kW (PS)           | 81 (110) при 5500 | 95 (125) при 6000 | 96 (130) при 6000 | 107 (145) при 6000     |
| Цилиндри/клапани/двигател | 4/16/Редови       | 4/16/Редови       | 4/16/Редови       | 4/16/Редови            |
| ДВГ предаванае            | Ремък             | Верига            | Верига            | Верига                 |
| Скоростна кутия           | 5-Скорости        | 5-Скорости        | 6-Скорости        | 5/6-Скорости/Автоматик |

|                           | 2,5 l Duratec V6     | 3 l Duratec V6     | 3 l Duratec ST-V6  |
| ------------------------- | -------------------- | ------------------ | ------------------ |
| Обем                      | 2.495                | 2.967              | 2.967              |
| Мощност kW (PS)           | 125 (170) при 6000   | 150 (204) при 6000 | 166 (226) при 6150 |
| Цилиндри/клапани/двигател | 6/24/V-Form          | 6/24/V-Form        | 6/24/V-Form        |
| ДВГ предаванае            | Верига               | Верига             | Верига             |
| Скоростна кутия           | 5-Скорости/Автоматик | 6-Скорости         | 6-Скорости         |